# Marseille (série de televisão)

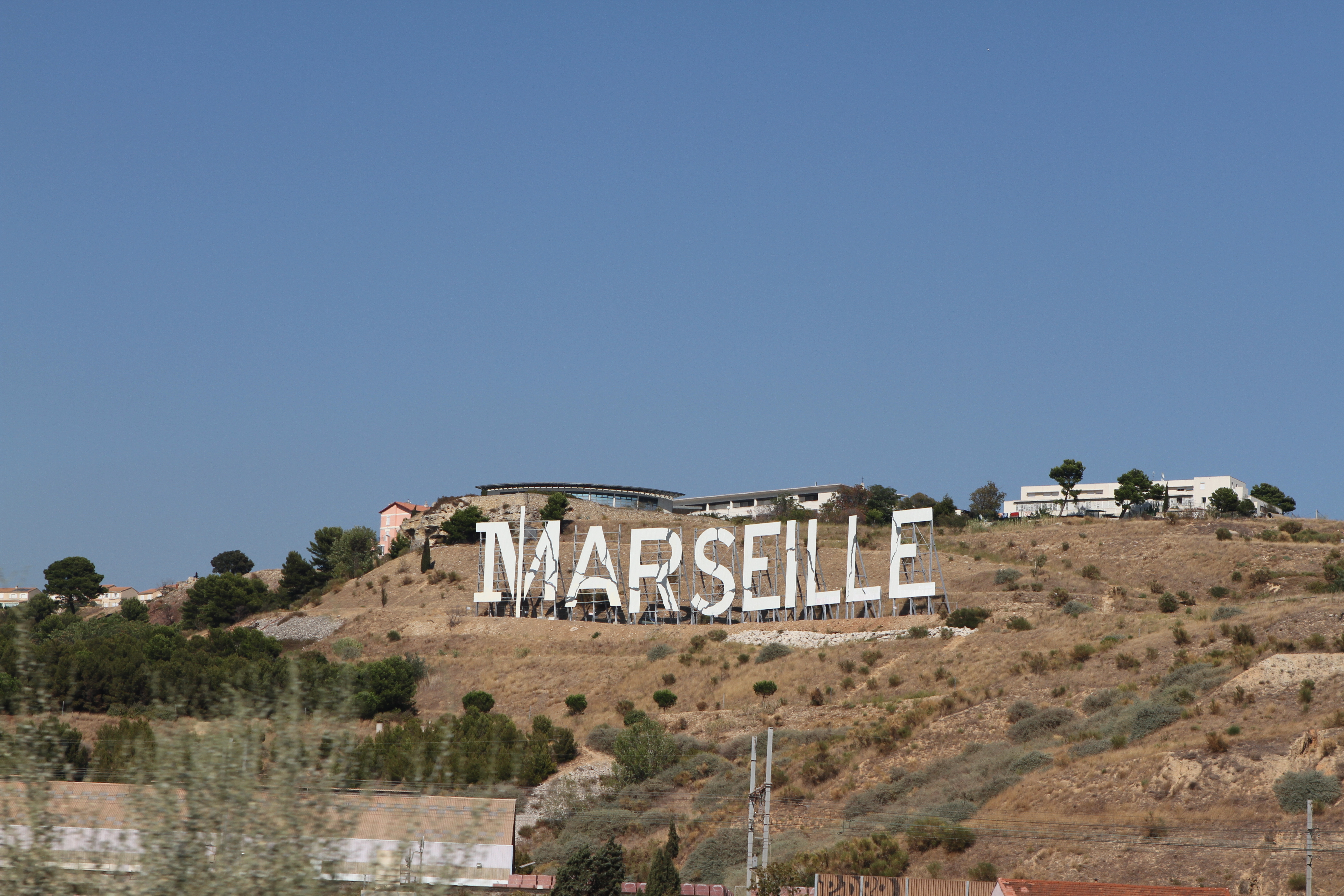
Imagem do nome da série

Marseille é uma série de televisão francesa criada por Dan Franck, dirigida por Florent Emilio-Siri e produzida por Pascal Breton para a Netflix e a Federation Entertainment. A primeira temporada estreou-se a 5 de maio de 2016, e sua segunda temporada estreou-se a 23 de fevereiro de 2018. Os dois primeiros episódios foram transmitidos no TF1. A série foi renovada para uma segunda temporada.

## Elenco

### Elenco principal
- Gérard Depardieu como Robert Taro, presidente da câmara de Marselha
- Benoît Magimel como Lucas Barres, vice-presidente e filho de Robert
- Géraldine Pailhas como Rachel Taro, violoncelista e primeira-dama de Marselha
- Nadia Farès como Vanessa D'Abrantes, presidente do conselho geral de Bocas do Ródano
- Stéphane Caillard como Julia Taro, jornalista do La Provence e filha de Robert e Rachel Taro

### Elenco recorrente
- Hippolyte Girardot como doutor Osmond, amigo de Robert
- Éric Savin como Pharamond, redator-chefe do La Provence
- Pascal Elso como Pierre Chasseron, líder do Partido do Centro e ex-tesoureiro da UPM
- Lionel Erdogan como Alain "Costa" Costabone, chefe de gabinete de Robert Taro
- Nassim Si Ahmed como Selim
- Guillaume Arnault como Éric
- Hedi Bouchenafa como Farid, o caide da cidade Félix Pyat
- Jean-René Privat como Ange Cosoni
- Maruschka Detmers como secretária-geral da UPM
- Gérard Meylan como Michel Duprez, o cabeça de lista socialista ao cargo de presidente da câmara de Marselha
- Antoine Coesens como representante do promotor imobiliário
- Nozha Khouadra como Chaïma Joste, cocandidato de Robert Taro
- Carolina Jurczak como Barbara, a assistente pessoal de Lucas Barres
- Mourad Tahar Boussatha como Nasser

Também participaram do elenco Patrick Cohen, David Pujadas, Olivier Truchot e Michaël Darmon.

### Dobragem
| Personagem | Dobragem              |
| ---------- | --------------------- |
| Taro       | Luís Pereira de Sousa |
| Barrés     | Pedro Jorge           |
| Rachel     | Susana Arrais         |
| Julia      | Romana Preto          |
| Barbara    | Sara Afonso           |
| Eric       | João David            |
| Selim      | Tiago Matias          |
| Costabonne | Rogério Jacques       |
| Vanessa    | Ana Sofia Santos      |
| Chasseron  | Miguel Barros         |
| Farid      | Júlio Martin          |

|                         | Portugal                     |
| ----------------------- | ---------------------------- |
| Produção                | Noémia Reis                  |
| Tradução                | Luísa Rodrigues              |
| Direção Atores          | Luís Simões                  |
| Coordenação de Gravação | Paula Ramalho                |
| Assistente de Estúdio   | Miguel Solano                |
| Misturas                | Luís Simões                  |
| Estúdio                 | Voice & Script International |

## Episódios

### 1ª Temporada
| # | Título                         | Dirigido por        | Escrito por | Exibição original |
| - | ------------------------------ | ------------------- | ----------- | ----------------- |
| 1 | "20 ans"                       | Florent Emilio-Siri | Dan Franck  | 5 de maio de 2016 |
| 2 | "Homme de paille"              | Florent Emilio-Siri | Dan Franck  | 5 de maio de 2016 |
| 3 | "Crocodile"                    | Florent Emilio-Siri | Dan Franck  | 5 de maio de 2016 |
| 4 | "Intox"                        | Florent Emilio-Siri | Dan Franck  | 5 de maio de 2016 |
| 5 | "Face à face"                  | Thomas Gilou        | Dan Franck  | 5 de maio de 2016 |
| 6 | "Liberté, égalité, sans pitié" | Thomas Gilou        | Dan Franck  | 5 de maio de 2016 |
| 7 | "A voté"                       | Thomas Gilou        | Dan Franck  | 5 de maio de 2016 |
| 8 | "La Lutte finale"              | Thomas Gilou        | Dan Franck  | 5 de maio de 2016 |

### 2ª Temporada
| # | Título         | Dirigido por        | Escrito por | Exibição original       |
| - | -------------- | ------------------- | ----------- | ----------------------- |
| 1 | "Parjure"      | Florent Emilio Siri | TBA         | 23 de fevereiro de 2018 |
| 2 | "Emprise"      | Florent Emilio Siri | TBA         | 23 de fevereiro de 2018 |
| 3 | "Conquête"     | Florent Emilio Siri | TBA         | 23 de fevereiro de 2018 |
| 4 | "Résistance"   | Laïla Marrakchi     | TBA         | 23 de fevereiro de 2018 |
| 5 | "Capitulation" | Laïla Marrakchi     | TBA         | 23 de fevereiro de 2018 |
| 6 | "Révélation"   | Laïla Marrakchi     | TBA         | 23 de fevereiro de 2018 |
| 7 | "Abandon"      | Florent Emilio Siri | TBA         | 23 de fevereiro de 2018 |
| 8 | "Justice"      | Florent Emilio Siri | TBA         | 23 de fevereiro de 2018 |